# 北極圏

赤い線が北極線

北極の地図

北極圏（ほっきょくけん、英語:Arctic Circle、ロシア語:Северный полярный круг、デンマーク語:Nordlige polarcirkel、ノルウェー語:Nordlige polarsirkel、アイスランド語:Norðurheimskautsbaugur）は、北緯66度33分以北の地域である。北極圏の限界線となる北緯66度33分線を北極線（ほっきょくせん、英: Arctic Circle）という。地形学的見地からは「永久凍土層」の地域、地球物理学的見地からは「オーロラ及び磁気嵐」の地域、気候的見地からは「最も暖かい月の平均気温が10℃を越えない」地域、また、植生的見地からは「ツンドラ植物」の地域として捉えられている。北極圏では、冬至を中心に真冬は太陽が昇らず極夜となり、夏至を中心に真夏は太陽が沈まない白夜となる。
なお地学などでは、北極海とツンドラ気候区とを合わせてこう呼ぶ場合もある。

## 北極線

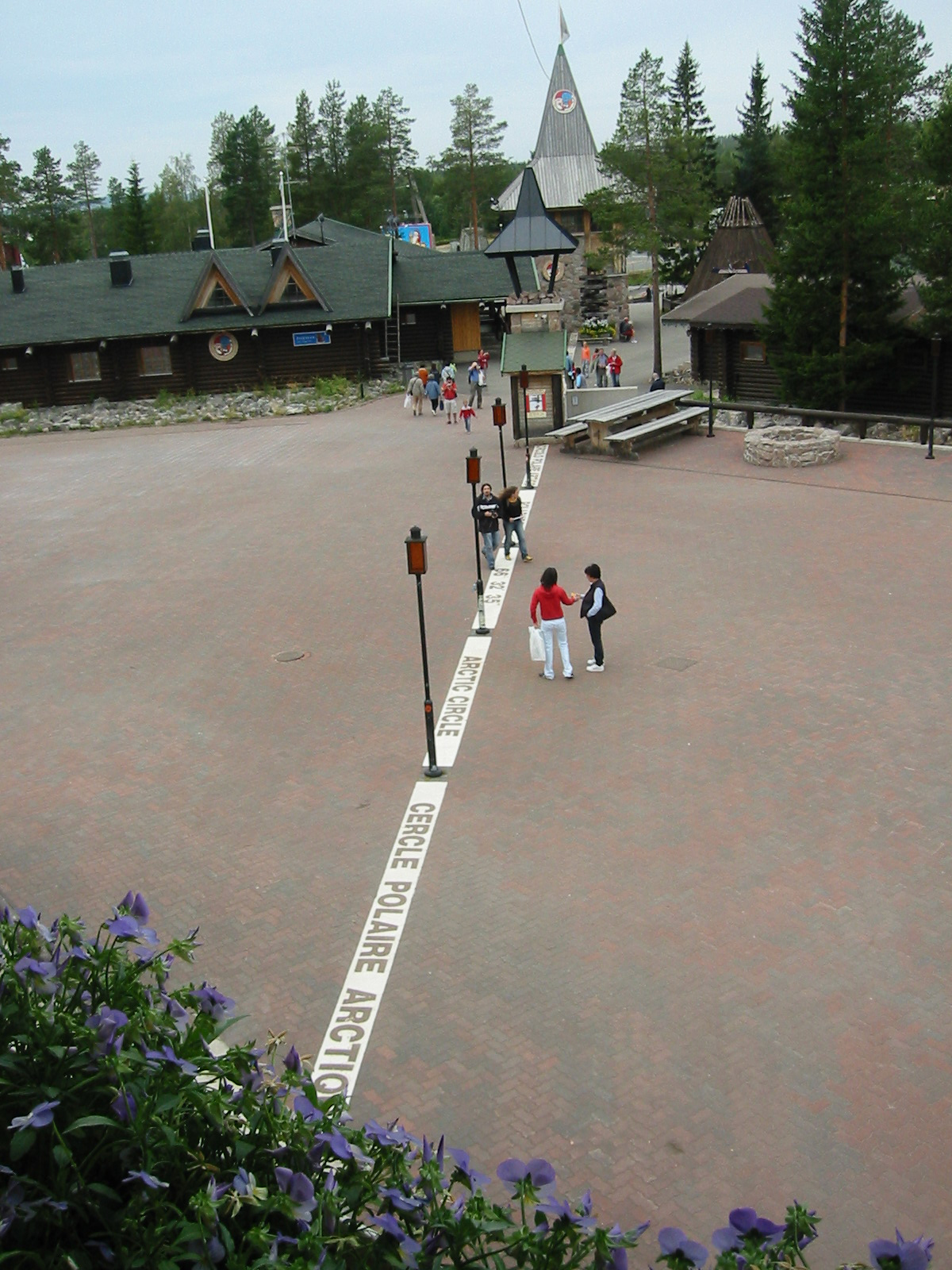
フィンランド、ロヴァニエミのサンタクロース村の北極線の境界線。

北極線は、北半球における白夜の南限である。しかし、これは幾何学的な定義であり、実際の北半球における白夜の南限は、光の屈折などの影響で北極線よりも90キロメートルほど南となる。ただしこれも海水面での話であり、標高が高くなると南限はさらに南下する。さらには山岳地帯では水平線が見えないため、これも白夜に影響する。
また、北極線の位置は一定ではない。北極線の位置は赤道傾斜角で決まるが、この赤道傾斜角が月の引力による潮汐力で長周期で2度ほど振れる。北極線は現在、1年で15メートルほどずつ北方に移動している。

## 地理

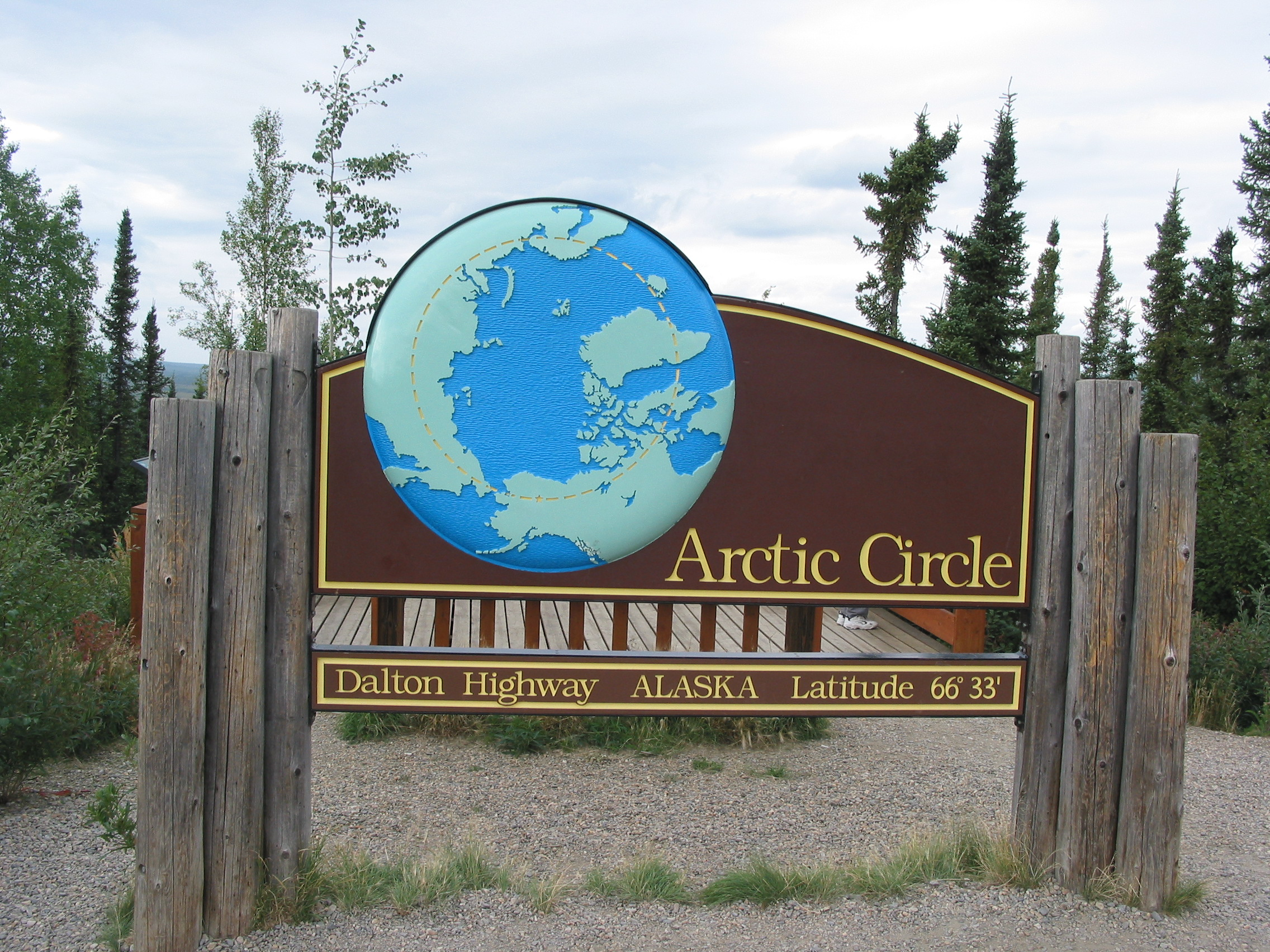
アラスカのドルトン高速道路にある北極線を表す標識

中央の北極海を取り巻くように北アメリカ大陸最北部、クイーンエリザベス諸島などの島嶼、世界最大の島グリーンランドの大部分、スカンジナビア半島北部、ユーラシア大陸にあるシベリア北部を含む。北極圏に領土を持つ国家はアイスランド、アメリカ合衆国、カナダ、スウェーデン、デンマーク（グリーンランド）、ノルウェー（本土とスヴァールバル諸島）、フィンランド、ロシア連邦である。
グリーンランドとスカンジナビア半島を例外として低地が広がる。北極圏の最高峰はグリーンランド東海岸に位置するギュンビョルン山（3700m）。
おもな河川はマッケンジー川（カナダ）と以下のロシアの河川、すなわちペチョラ川、オビ川、タズ川、エニセイ川、アナバル川、オレニョク川、レナ川、ヤナ川、インディギルカ川、コルイマ川。
おもな島はクイーンエリザベス諸島、ヴィクトリア島、バフィン島（以上カナダの北極諸島）、グリーンランド、アイスランド、スヴァールバル諸島、以下のロシアの島嶼、すなわちコルグエフ島、ノヴァヤゼムリャ、ゼムリャフランツァヨシファ、セーヴェルナヤゼムリャ、ノヴォシビルスク諸島、リャホフ諸島、ウランゲル島である。
一般には冷涼な気候であるが、気団の分布、海流の影響により地域による変化が見られる。寒帯もしくは冷帯に属する地域がほとんどだが偏西風と北大西洋海流の影響を受けたノルウェー沿岸のようにわずかながら温帯（西岸海洋性気候）も分布する。
北極圏は厳しい気候 (Climate of the Arctic) のため住む人は少ないが、都市が存在しないわけではない。北極圏内の3大都市はムルマンスク（人口325,100人）、ノリリスク（135,000人）、ヴォルクタ（85,000人）で、いずれもロシアにある。この他にノルウェーのトロムソ（62,000人）、また北極圏よりやや南になるが、フィンランドのロヴァニエミ（58,000人弱）などの都市もある。
次の一覧は、北極線上の国と地域をグリニッジ子午線から東回りに示したものである。
| 経度         | 国、地域                          | 備考                                           |
| ------------ | --------------------------------- | ---------------------------------------------- |
| 東経5° - 10° | 北極海                            | ノルウェー海                                   |
| 15°          | ノルウェー                        | Rødøy, Svartisen, Saltfjell, Bogvatnet         |
| 20°          | スウェーデン                      | ヨックモック                                   |
| 25°          | フィンランド                      | ロヴァニエミ, Lake Kemijärvi                   |
| 30° - 40°    | ロシア（ カレリア共和国）         | カンダラクシャ湾, コラ半島, 北極海航路 (東側)  |
| 41°- 43°     | 白海                              |                                                |
| 45° - 50°    | ロシア（ ネネツ自治管区）         |                                                |
| 55° - 60°    | ロシア（ コミ共和国）             |                                                |
| 65° - 80°    | ロシア（ ヤマロ・ネネツ自治管区） | サレハルド, オビ湾                             |
| 85°          | ロシア（ クラスノヤルスク地方）   |                                                |
| 90° - 105°   | ロシア（ クラスノヤルスク地方）   |                                                |
| 110° - 155°  | ロシア（ サハ共和国）             | ウダーチナヤ・パイプ                           |
| 160° - 180°  | ロシア（ チュクチ自治管区）       |                                                |
| 西経170°     | 北極海                            | チュクチ海, 北西航路 (西側), 北極海航路 (西側) |
| 165°         | アメリカ合衆国（ アラスカ州）     | スワード半島                                   |
| 163°         | 北極海                            | Kotzebue Sound（コツェブー海峡）               |
| 165° - 150°  | アメリカ合衆国（ アラスカ州）     | Selawik Lake, フォートユーコン                 |
| 140° - 130°  | カナダ（ ユーコン準州）           |                                                |
| 120°         | カナダ（ ノースウエスト準州）     | グレートベア湖                                 |
| 110° - 85°   | カナダ（ ヌナブト準州）           | Repulse Bay                                    |
| 80°          | フォックス湾                      |                                                |
| 70° - 65°    | カナダ（ ヌナブト準州）           | バフィン島, Mount Thor                         |
| 60° - 55°    | 大西洋                            | デービス海峡, 北西航路 (東側)                  |
| 50° - 35°    | グリーンランド                    | Helheim Glacier                                |
| 30° - 25°    | 大西洋                            | デンマーク海峡                                 |
| 20° - 15°    | アイスランド                      | グリムセイ島                                   |
| 10° - 5°     | 北極海                            | ノルウェー海                                   |

## 自然災害

### 火災
北極圏の火災は北極圏やその周辺の地域で雷などが原因で自然発生的に起こることの多い火災である。近年、地球温暖化の影響で北極圏での火災発生件数が増加している。北極圏の火災は泥炭火災や煤による太陽光の吸収を促進する上、焼失面積が広範囲にわたるため、二酸化炭素の放出量が多く、さらなる地球温暖化へと悪循環になっていることが問題とされている。